# Cable Labs

Logo

Cable Television Laboratories, Inc. (kurz CableLabs) ist eine 1988 gegründete Non-Profit-Organisation internationaler Kabelnetzbetreiber mit Sitz in Louisville im US-Bundesstaat Colorado, welche sich mit Forschung und Entwicklung im Umfeld von Breitband-Kabelnetzen und deren Technologien beschäftigt. 
Kabelnetzbetreiber aus der ganzen Welt können Mitglied des Konsortiums werden. Finanziert wird das Konsortium aus einem Teil der Einnahmen der Kabelnetzbetreiber.
Die Mitglieder des Verwaltungsrats (Board of Directors) bestehen aus Mitarbeitern der Mitgliedsunternehmen. Eines der Verwaltungsratsmitglieder ist Manuel Cubero, CEO von Vodafone Kabel Deutschland.
Das Unternehmen erarbeitet Spezifikationen und stellt Testumgebungen für die Mitglieder zur Verfügung, um die Interoperabilität zu gewährleisten. Bekanntester Standard, welcher von CableLabs definiert wurde, ist der DOCSIS-Standard.
Das Unternehmen hat auch das IPTV Innovations Lab gegründet, welches Standards für IPTV in Breitbandnetzen erarbeitet.

## Mitgliedsunternehmen
Quelle:
| Unternehmen                          | Land                   |
| ------------------------------------ | ---------------------- |
| Access Communications                | Kanada                 |
| Armstrong Utilities                  | Vereinigte Staaten     |
| Atlantic Broadband                   | Vereinigte Staaten     |
| Beijing Gehua CATV Network           | Volksrepublik China    |
| Blizoo Media and Broadband           | Bulgarien              |
| Buckeye CableSystem                  | Vereinigte Staaten     |
| CableAmerica                         | Vereinigte Staaten     |
| Cable Onda                           | Panama                 |
| Cable One                            | Vereinigte Staaten     |
| Cablenet Communication Systems       | Zypern                 |
| Cableuropa                           | Spanien                |
| Cablevisión                          | Argentinien            |
| Cablevision Systems Corporation      | Vereinigte Staaten     |
| Cequel Communications                | Vereinigte Staaten     |
| Charter Communications               | Vereinigte Staaten     |
| Cogeco Cable                         | Kanada                 |
| Com Hem Communications AB            | Schweden               |
| Comcast Cable                        | Vereinigte Staaten     |
| Cox Communications                   | Vereinigte Staaten     |
| EastLink                             | Kanada                 |
| Euskaltel                            | Spanien                |
| GCI General Communication            | Vereinigte Staaten     |
| Get AS                               | Norwegen               |
| Grupo Televisa                       | Mexiko                 |
| Harron Communications                | Vereinigte Staaten     |
| JSBC                                 | Volksrepublik China    |
| J:COM                                | Japan                  |
| Vodafone Kabel Deutschland           | Deutschland            |
| Liberty Global                       | Vereinigtes Königreich |
| Liwest                               | Österreich             |
| Lyons Communications                 | Vereinigte Staaten     |
| MCTV                                 | Vereinigte Staaten     |
| Mediacom                             | Vereinigte Staaten     |
| Midcontinent Communications          | Vereinigte Staaten     |
| NOS                                  | Portugal               |
| Numericable                          | Frankreich             |
| PT Link Net                          | Indonesien             |
| R Cable y Telecommunications Galicia | Spanien                |
| Rogers Communications                | Kanada                 |
| Seaside Communications               | Kanada                 |
| Shaw Communications                  | Kanada                 |
| Shenzhen Topway Video Communication  | Volksrepublik China    |
| Sjoberg’s                            | Vereinigte Staaten     |
| StarHub                              | Singapur               |
| Taiwan Broadband Communications      | Taiwan                 |
| TDC                                  | Dänemark               |
| TDS Baja Broadband                   | Vereinigte Staaten     |
| Tele Columbus                        | Deutschland            |
| Tele-Media Corporation               | Vereinigte Staaten     |
| Time Warner Cable                    | Vereinigte Staaten     |
| Vidéotron                            | Kanada                 |
| Vyve Broadband                       | Mexiko                 |
| WASU Digital TV Media Group          | Volksrepublik China    |
| Westman Communications Group         | Kanada                 |
| WinDBreak Cable                      | Vereinigte Staaten     |